# Triều đại Piast
Triều đại Piast (960 - 1370) là triều đại đầu tiên của vương quốc Ba Lan, được mở đầu bằng việc vua Mieszko I lên ngôi (960) và kết thúc sau cái chết của Casimir III Vĩ đại. Piast được xem là triều đại kế tục các đời công tước xứ Masovia và công tước xứ Silesia, thông qua các cuộc hôn nhân với lân bang và đã lớn mạnh, sánh ngang với Đế quốc La Mã thần thánh. "Piast" nguyên gốc là tên của một vị hiệp sĩ (hay "kiếm sĩ") huyền thoại của Ba Lan vào thế kỷ IX (được ghi nhận trong quyển "Cronicae et gesta ducum sive principum Polonorum" của Gallus Anonymus - 1113), được hậu duệ của ông là Mieszko kế thừa và sử dụng làm tên triều đại đầu tiên. Trong triều đại này, tên "Ba Lan" chính thức xuất hiện vào năm 1015, nguyên gốc là tên của bộ lạc người Slav Polani (tiếng Slav nghĩa là "cư dân vùng đồng bằng"). Thời cực thịnh, nhà Piast thống trị cả một vùng rộng lớn, từ Pomerania, Bohemia và Lusatias, vùng Ruthenia và pháo đài Spis thuộc vương quốc Hungaria (nay là Slovakia); đồng thời triều đại này có quan hệ mật thiết với Pháp, Hungaria, nước Rus Kiev (Nga cổ), các hiệp sĩ Teuton và các công tước xứ Lithuania.